# 906
906 (CMVI) je bilo navadno leto, ki se je po julijanskem koledarju začelo na sredo.

## Dogodki
- kitajska dinastija Tang izumre.
- Ogri vdrejo v Nemčijo.